# Pokémon de film: Mewtwo tegen Mew
Pokémon de film: Mewtwo tegen Mew is de eerste animatiefilm in de Pokémonreeks, geregisseerd door Kunihiko Yuyama. Ook aanwezig in de productie is Pikachu's vakantie, een kort verhaal over Pikachu voordat de echte film begint. De originele Japanse titel luidt Pocket Monsters de film: Mewtwo Slaat Terug! (劇場版ポケットモンスター ミュウツーの逆襲, Gekijōban Poketto Monsutā: Myūtsū no Gyakushū)

## Plot
De film gaat over een creatie van een nieuwe Pokémon die de sterkste aller tijden moet zijn. Maar Mewtwo, een kloon van de legendarische Pokémon Mew, is het er niet mee eens dat hij is gemaakt om alleen maar proeven met hem te doen en komt in verzet tegen de wetenschappers die hem hebben gemaakt en vernietigt hen met zijn aanvallen.
Dan wordt hij overgehaald door Team Rocketleider Giovanni om voor deze organisatie te werken. Maar na een tijdje komt Mewtwo weer in opstand. En nu wil hij echt weten waarom hij bestaat. Maar hij vindt geen antwoorden, is nog meer verbitterd en wil wraak!
De Pokémontrainer Ash Ketchum is samen met zijn vrienden Misty en Brock aan het lunchen aan de kust als plotseling de draak-Pokémon Dragonite voor hen landt. Hij geeft Ash een hologramboodschap. Het hologram van een vrouw nodigt hen uit om samen met de beste Pokémontrainers van heel het land naar een eiland te gaan om haar meester te ontmoeten. Ash en zijn vrienden stemmen in...
Op die dag stormt het heel hard en veel van de genodigden laten het er bij zitten. Maar er gaan er ook veel door de regen om hun doel te bereiken, waaronder Ash. Aan de kade zien ze een klein bootje liggen. In het bootje zitten Jessie, James en Meowth van Team Rocket. Ze zijn vermomd als Vikingen en willen Pikachu stelen. Maar voor ze ook maar iets kunnen doen wordt iedereen van het bootje afgespoeld door een super hoge golf. Gelukkig voor Ash, Misty en Brock weten zij met de hulp van de water-Pokémon van Misty toch nog op het donkere eiland aan te komen. Even later komt ook Team Rocket aan op het eiland.
Ash en zijn vrienden gaan het grote gebouw op het eiland in. In het gebouw komen ze de vrouw van het hologram tegen en zij leidt hen naar een hal. Daar zien ze andere Pokémon trainers die ook door de storm zijn gekomen. De vrouw kondigt dan aan dat haar meester komt. Tot verbazing van iedereen is haar meester een Pokémon: Mewtwo.
Een van de Pokémontrainers is het er niet mee eens dat Pokémon zelf trainer is. Als reactie hierop laat Mewtwo een paar van zijn sterke psychische aanvallen zien.
Even later blijkt de vrouw die Mewtwo dient de vermiste Zuster Joy te zijn van het Pokémoncenter aan de haven. Nu heeft hij alle aandacht. Mewtwo vertelt over zijn schepping en over de mensen die hem enkel voor proeven wilden gebruiken. Hij vertelt dat hij de sterkste Pokémon wil klonen om in zijn klonenleger te dienen. Niemand staat dat toe. Maar Mewtwo laat zijn speciale Pokémonballs los om de Pokémon te vangen. Uiteindelijk worden alle Pokémon gekloond en barst de strijd los.
Iedere Pokémon vecht tegen zijn eigen kloon. Mew, de Pokémon van waaruit Mewtwo is gekloond, is ook op het eiland en vecht tegen Mewtwo. Er is één Pokémon die niet tegen zijn kloon wil vechten: Pikachu. Hij laat zich slaan door de Pikachu-kloon, zonder iets terug te doen. Opeens vallen Mew en Mewtwo elkaar aan met hun sterkste aanvallen en dan springt Ash ertussen. Iedereen stopt met vechten. Ash beweegt niet meer en de elektrische schokken van Pikachu werken ook niet. Als iedereen de hoop opgeeft, beginnen de Pokemon allemaal te huilen. Ook de klonen huilen mee. De gezamenlijke tranen van de Pokémon zorgen ervoor dat Ash weer tot leven komt. Hierdoor lijkt Mewtwo in te zien dat Pokemon en mensen wel degelijk samen kunnen leven, gaat hij samen met Mew en de klonen weg.
Ash, Misty en Brock staan weer op de kade en ze kunnen zich niets meer van het verhaal herinneren, omdat Mewtwo hun geheugen heeft gewist en ze gaan weer op reis, op weg om Pokémonmeester te worden.

## Uitzendingen
Op 18 juli 1998 verscheen de film in de Japanse bioscopen. De film verscheen in Nederland op 20 april 2000 in de zalen, kwam de video-uitgave in 2001 (dvd in 2002) en wordt sinds 2008 de film regelmatig uitgezonden door opeenvolgend Jetix en Disney XD. In 2000 beleefde de film zijn Nederlandse tv-première op Film1 en werd in de jaren daarna regelmatig herhaald door RTL 4 in de Engelstalige versie, Nederlands ondertiteld. In 2009 werd de film opnieuw uitgebracht op dvd, ook dit keer weer door Warner Bros.

## Distributie
de film werd uitgebracht op VHS en DVD door Warner Home Video

## Nasynchronisatie
De nasynchronisatie lag in handen van JPS Producties.

### Rolverdeling
| Hoofdrollen | Hoofdrollen        | Hoofdrollen        | Hoofdrollen        |
| Personage   | Nederlandse versie | Amerikaanse versie | Japanse versie     |
| ----------- | ------------------ | ------------------ | ------------------ |
| Verteller   | Jeroen Keers       | Rodger Parsons     | Unshō Ishizuka     |
|             |                    |                    |                    |
| Ash Ketchum | Christa Lips       | Veronica Taylor    | Rica Matsumoto     |
| Misty       | Marlies Somers     | Rachael Lillis     | Mayumi Iizuka      |
| Brock       | Fred Meijer        | Eric Stuart        | Yuji Ueda          |
| Mewtwo      | Victor van Swaaij  | Phillip Bartlett   | Masachika Ichimura |
|             |                    |                    |                    |
| Pikachu     | Ikue Ōtani         | Ikue Ōtani         | Ikue Ōtani         |
| Corey       | Bram Bart          | Ted Lewis          | Tōru Furuya        |
| Neesha      | Niki Romijn        | Lisa Ortiz         | Aiko Satō          |
| Fergus      | Huub Dikstaal      | Jimmy Zoppi        | Wataru Takagi      |
| Miranda     | Marjolein Algera   | Kayzie Rogers      | Sachiko Kobayashi  |
| Giovanni    | Just Meijer        | Ted Lewis          | Hirotaka Suzuoki   |
| Agent Jenny | Edna Kalb          | Lee Quick          | Chinami Nishimura  |
| Zuster Joy  | Marjolein Algera   | Megan Hollingshead | Ayako Shiraishi    |
| Jessie      | Hilde de Mildt     | Rachael Lillis     | Megumi Hayashibara |
| James       | Bram Bart          | Eric Stuart        | Miki Shinichirou   |
| Meowth      | Jan Nonhof         | Maddie Blaustein   | Inuko Inuyama      |
| Mew         | Koichi Yamadera    | Koichi Yamadera    | Koichi Yamadera    |
|             |                    |                    |                    |
| overige     | Marjolein Algera   |                    |                    |

## Soundtrack
| Titel                               | Zanger                 | Componist                     | Soort       |
| ----------------------------------- | ---------------------- | ----------------------------- | ----------- |
| Pokémon Theme (Gotta catch 'em all) | Billy Crawford         | John Siegler en John Loeffler | Intro       |
| Brother my Brother                  | Blessid Union of Souls | ???                           | Insert Song |
| We're a Miracle                     | Christina Aguilera     | ???                           | Outro       |
| (Hey You) Free Up Your Mind         | Emma Bunton            | ???                           | Outro       |
| If Only Tears Could Bring You Back  | Midnight Sons          | ???                           | Outro       |
| Don't Say You Love Me               | M2M                    | ???                           | Outro       |

## Dvd
| Titel                                         | Afleveringen | Verschijningsdatum                         | Talen                                   | Distributeur                          |
| --------------------------------------------- | --- | ------------------------------------------ | --------------------------------------- | ------------------------------------- |
| Pokémon Film 1-10 (10 dvd's - box)            | *Mewtwo tegen Mew (1) *Op eigen kracht (2) *In de greep van Unown (3) *4-Ever (4) *Helden (5) *Jirachi, droomtovenaar (6) *Doel Deoxys (7) *Lucario en het mysterie van Mew (8) *De tempel van de zee (9) *De opkomst van Darkrai (10) speelduur: ca. 900 minuten verpakking: halfdun dvd-dozen in een kartonnen hoes opmerkingen: betreft een heruitgave van de originele uitgaves zoals verkrijgbaar in 2009 | oktober 2009 (momenteel niet in de handel) | Nederlands Engels                       | RCV Entertainment / Warner Home Video |
| Pokémon De Film Mewtwo tegen Mew (ook op VHS) | * Mewtwo tegen Mew * Pikachu's vakantie speelduur: ca. 74 minuten verpakking: plastic digi-pak extra's: nog toe te voegen opmerkingen: * tweezijdige disc en geen frontje * versneld beeld en geluid | oktober 2002 (momenteel niet in de handel) | Nederlands Engels Frans Duits Italiaans | Warner Home Video                     |
| Pokémon De Film Mewtwo tegen Mew              | * Mewtwo tegen Mew * Pikachu's vakantie speelduur: ca. 75 minuten verpakking: standaard-dvd-doos extra's: nog toe te voegen opmerkingen: * tweezijdige disc en geen frontje * versneld beeld en geluid | 2009 (heruitgave)                          | Nederlands Engels Frans Duits Italiaans | Warner Home Video                     |